# Gradska (Ljubuški)
Pour les articles homonymes, voir Gradska.
Gradska (en cyrillique : Градска) est un village de Bosnie-Herzégovine. Il est situé dans la municipalité de Ljubuški, dans le canton de l'Herzégovine de l'Ouest et dans la fédération de Bosnie-et-Herzégovine. Selon les premiers résultats du recensement bosnien de 2013, il compte 154 habitants.

## Histoire
- Pendant la période romaine, cette ville avait une importance stratégique ; un port de la flotte romaine était situé ici. Parmi les découvertes archéologiques notables, on trouve un viaduc.
- Gradiški Brod est mentionné pour la première fois comme une ville vers 1330. Elle avait une grande importance en tant que lieu de traversée de la rivière Sava.
- En 1537, la ville et ses environs sont passés sous la domination ottomane. Les Ottomans ont construit une forteresse, qui servait de ligne de défense nord de l’Eyalet de Bosnie.
- Après l’éruption du Premier soulèvement serbe (1804), la région de Gradiška a connu une révolte contre le gouvernement ottoman. Les paysans se sont levés en armes en 1809, mais ont finalement été vaincus après des pillages et des incendies de villages par les Ottomans.

Gradiška est une ville historique avec une riche histoire et une position géographique importante dans la région de la Bosanska Krajina.

## Démographie

### Évolution historique de la population
| 1948 | 1953 | 1961 | 1971 | 1981 | 1991 | 2013 |
| ---- | ---- | ---- | ---- | ---- | ---- | ---- |
| 257  | 268  | 281  | 304  | 309  | 326  | 154  |

|  |